# Оса
Ocá — традиційна побутова назва комах кількох родин жалки́х комах (звичайно — чорно-жовтого забарвлення), що входять до складу ряду перетинчастокрилих (Hymenoptera), підряду стебельчасточеревних (Apocrita). В англомовних країнах «осами» (wasp) інколи називають також їздців та інших представників інфраряду Parasitica (англ. parasitoid wasps).

## Класифікація
До ос можна віднести такі родини:
| - бетиліди Bethylidae - сколії Scoliidae - тіфії Tiphiidae - метохіди Metochidae - клептіди Cleptidae | - хризидіди, або золоті оси Chrysididae - аптерогініди Apterogynidae - мутіліди Mutillidae - мирмозіди Myrmosidae - помпіліди, або дорожні оси Pompilidae | - церопаліди Ceropalidae - веспіди Vespidae - евменіди Eumenidae - мазаріди Masaridae - сфеціди, або риючі оси Sphecidae |

## Спосіб життя
Оси можуть жити як на самоті, так і колоніями. У соціальних ос матки-королеви відкладають яйця, із запліднених яєць народжуються самиці — робочі особини, самці з'являються з незапліднених яєць і не мають жала. Личинки живляться комахами, але дорослі оси їдять в основному фрукти і цукор. Узимку запліднена самиця впадає в сплячку, інші оси вмирають.

## Самозахист

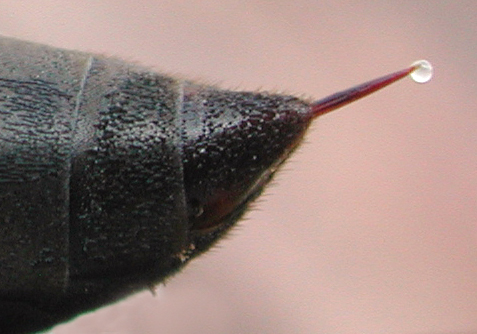
Жало оси з крапелькою отрути на кінці

Звичайні оси використовують два способи захисту. Пасивним способом є їхнє яскраве попереджувальне забарвлення, що складається з поперечних жовтих і чорних смуг, які відлякують птахів, ящірок і дрібних ссавців. Вороги швидко вчаться пов'язувати цей тип забарвлення з неприємним смаком здобичі і після декількох спроб дають осам спокій. Другим активним способом самозахисту є жало. Жало є трубкою, на якій немає зазубрин. Після того, як оса встромлює жало у шкіру супротивника і вприскує отруту, вона не гине, тому що легко витягує жало із шкіри і може знову його використовувати.

## Розмноження
Цикл розвитку ос виглядає так. Спаровування відбувається в жовтні. Зазвичай матка злучається з декількома самцями. Вона зберігає їхню сперму в своєму тілі аж до весни. Трутні і робочі оси гинуть незабаром після спаровування. Зиму самки проводять у сплячці. З настанням весни матка залишає місце зимування і вирушає на пошуки зручного для гнізда місця.
Спочатку матка будує декілька комірок, скріплених у вигляді овального стільника і підвішених до гілки або стелі приміщення. У кожну комірку самка відкладає по одному яєчку. Личинок, що вилупилися з яєць, матка годує пережованими комахами. Перед перетворенням на лялечку личинки обвивають комірку павутиною. З незапліднених яєць вилуплюються трутні, а із запліднених, в залежності від їжі, якою годували личинок, матки або неспроможні до розмноження робочі оси.
Щойно з лялечок виходять робітники, самка перестає літати за здобиччю і відкладає лише яйця. Молоді оси найчастіше вилітають у липні і замінюють матку при годуванні личинок і при будівництві гнізда. Матка присвячує себе виключно відкладанню яєчок. Надалі пошуком їжі для самки і личинок займаються тільки робітники. Під осінь з яєць виходять вже не робочі оси, а самки і самці.

## Їжа
Навесні та влітку, коли в природі з'являється багато дрібних комах, а серед них — садових та домашніх шкідників, оси стають швидше корисними, ніж шкідливими комахами. Робочі оси висмоктують квітковий нектар та інші солодкі рослинні соки. На початку осені дрібних комах стає дедалі менше, тому у пошуках корму оси залітають у житлові приміщення. Функція робітників — вигодовування личинок і добування їжі для матки. Личинки відригують крапельки рідини, якою живляться робітники.

## Місця гніздування

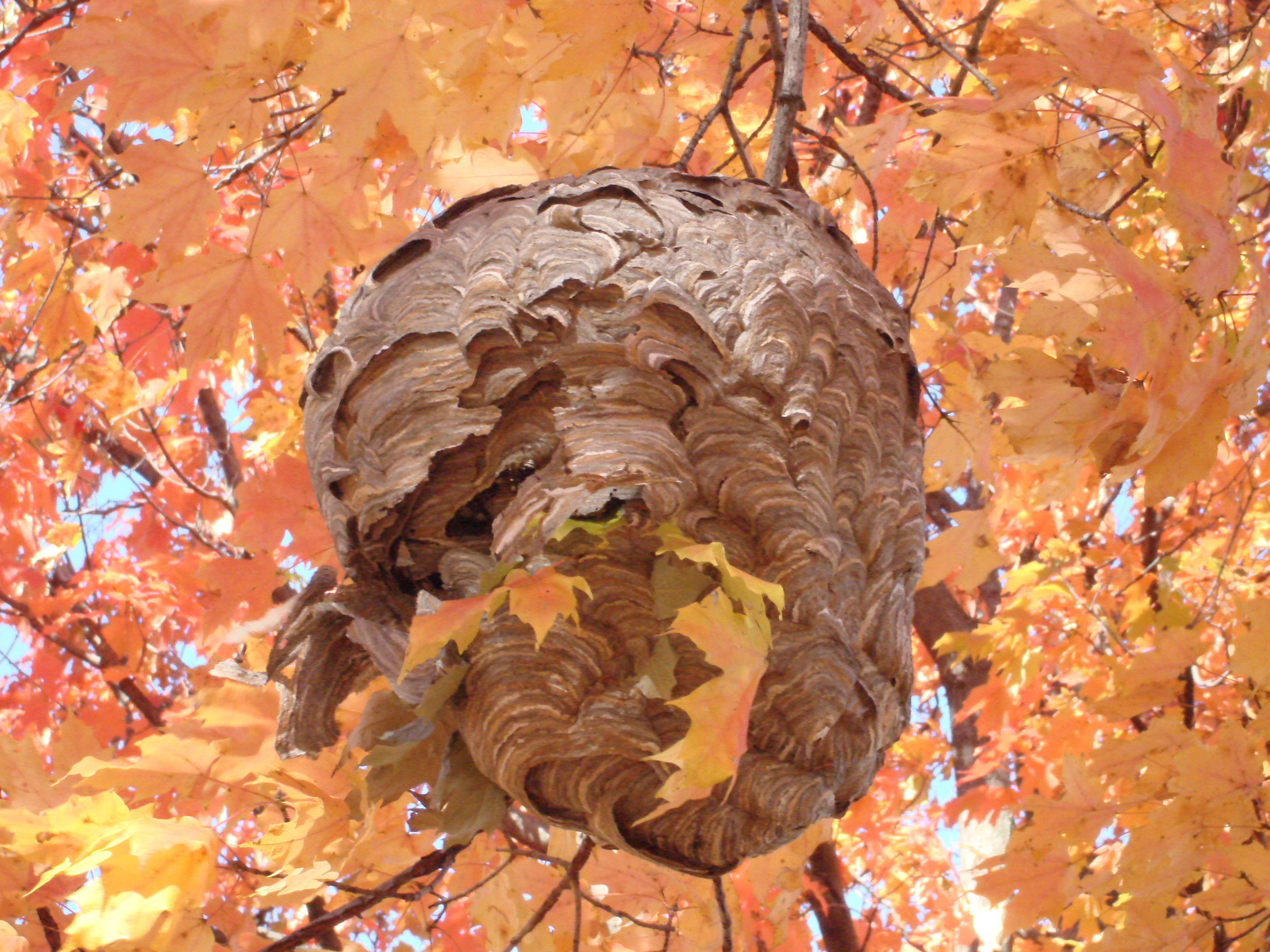
Колонія паперової оси на клені

Для будівництва гнізда оси вибирають найрізноманітніші місця. Гнізда ос знаходять у дуплах старих дерев в лісі, на гілках дерев, у садовому компості, поштових скриньках, покинутих норах полівок і мишей, під дахом будинку, на горищі. Нерідко вони прикріплюють гнізда до віконних рам.

## Види ос
- Німецька оса
- Оса звичайна
- Оса паперова
- Оса-бурильник (Sirex noctilio)
- Оса-інопланетна (Capitojoppa amazonica)[2][3]
- Шершень

## Цікаві факти
- Оси не рояться. Нові колонії з'являються навесні завдяки тому, що матка відкладає яйця, пестує робітників, і поступово колонія ос збільшується. Наприкінці літа в гнізді з'являється молоде покоління самок і самців, які вирушають у шлюбні польоти. Після запліднення самки впадають у сплячку, а самці гинуть.
- У деяких видів ос у гнізді може перебувати до 20 тисяч особин.
- Різні види ос на передній частині голови мають чіткий візерунок різної форми, за яким їх легко розрізняють.
- В деяких країнах Європи оси захищені законом з притягненням осіб, винних в нанесенні їм шкоди, до суворої відповідальності[4][5].
- Вчені з Лондонського музею природознавства та Каліфорнійської академії наук, швидше за все, запам’ятають 2023 рік, як «Рік оси». З 815 нових видів, описаних дослідниками Музею природознавства цього року, 619 були різними типами ос-запилювачів, хижих і паразитичних ос[6][7].

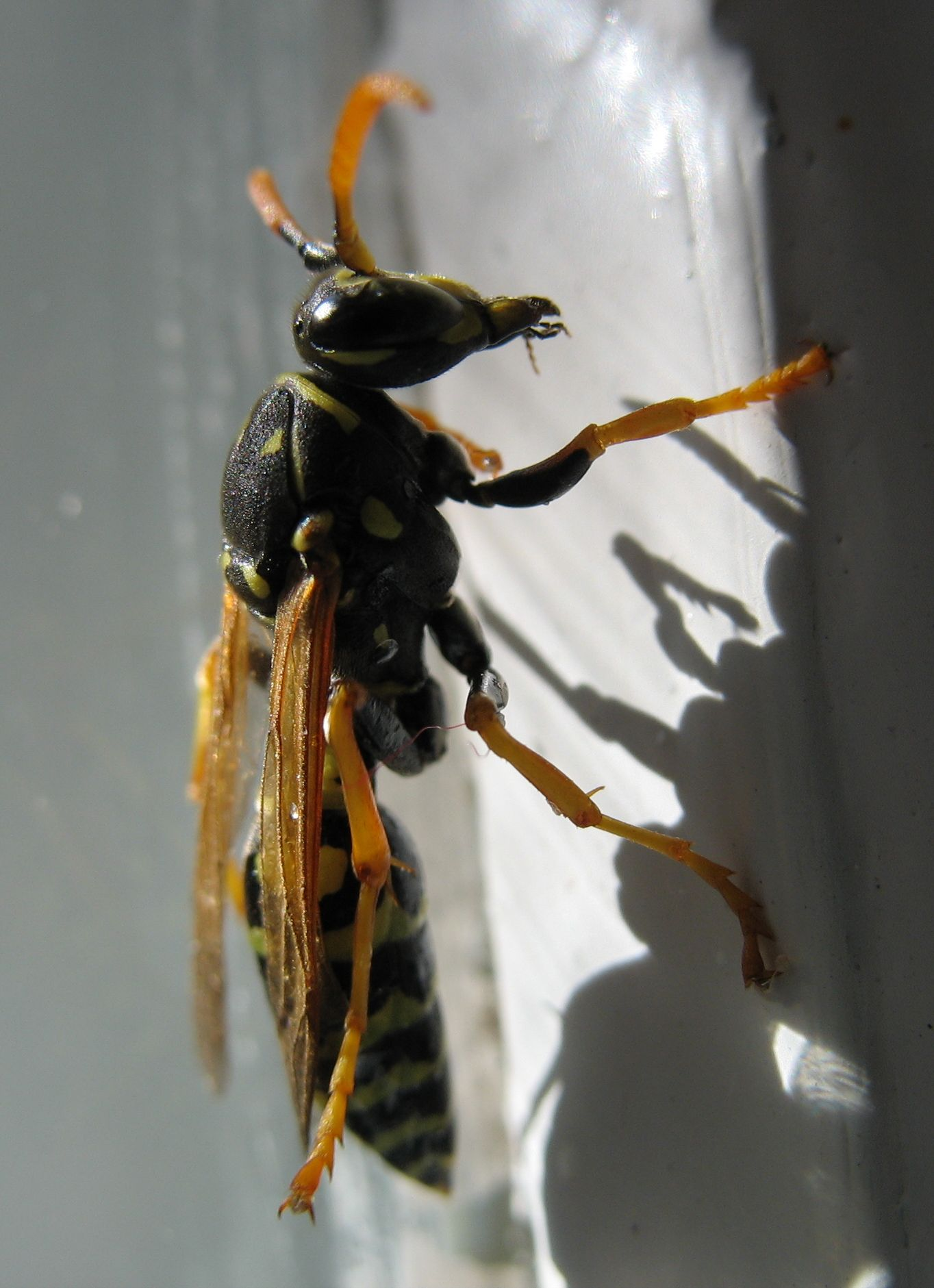
Оса звичайна

## Характерні особливості
- Крила: дві пари прозорих крил дозволяють швидко і маневрено літати.
- Жало
- Лапки: три пари членистих ніжок, що закінчуються кігтиками, якими оса міцно чіпляється за поверхню.
- Очі: 2 складних, фасеткових ока забезпечують осі добрий зір.
- Ротовий апарат: матки своїми сильними щелепами подрібнюють частинки деревини з дерев або огорож і з отриманої речовини будують гніздо. Гніздо, зроблене з матеріалу, що нагадує папір, утворене системою комірок, в яких матка відкладає яйця.